# Palmitoil-CoA
Palmitoil-CoA é um tioéster acil-CoA. É uma forma "ativada" de ácido palmítico e pode ser transportado para a matriz mitocondrial pelo sistema lançador de carnitina (que transporta moléculas gordurosas acil-CoA na mitocôndria), e uma vez dentro pode participar da beta-oxidação.  Alternativamente, palmitoil-CoA é usado como substrato na biossíntese de esfingosina (esta via biossintética não requer transferência para a mitocôndria).

## Biossíntese
Palmitoil CoA é formado a partir do ácido palmítico, na reação abaixo.
{\displaystyle {\ce {Palmitato + CoA-SH + ATP -> Palmitoil-CoA + AMP + Pirofosfato}}}
Essa reação costuma ser chamada de "ativação" de um ácido graxo. A ativação é catalisada por palmitoil-coenzima A sintetase e a reação prossegue por meio de um mecanismo de duas etapas, em que palmitoil-AMP é um intermediário. A reação é completada pela hidrólise exergônica do pirofosfato.
A ativação de ácidos graxos ocorre no citosol e a beta-oxidação ocorre na mitocôndria. No entanto, o acil-CoA graxo de cadeia longa não pode atravessar a membrana mitocondrial. Se a palmitoil-CoA entrar na mitocôndria, ela deve reagir com a carnitina para ser transportada:
{\displaystyle {\ce {Palmitoil-CoA + Carnitina <-> Palmitoil-Carnitina + CoA-SH}}}
Esta reação de transesterificação é catalisada por carnitina palmitoil transferase. A palmitoil-carnitina pode translocar-se através da membrana e, uma vez no lado da matriz, a reação prossegue no sentido inverso à medida que o CoA-SH é recombinado com o palmitoil-CoA e liberado. A carnitina não ligada é então transportada de volta para o lado citosólico da membrana mitocondrial.

## Beta-Oxidação
Uma vez dentro da matriz mitocondrial, palmitoil-CoA pode sofrer β-oxidação. A oxidação completa do ácido palmítico (ou palmitoil-CoA) resulta em 8 acetil-CoAs, 7 NADH, 7 H+

 e 7 FADH2. A reação completa é apresentada abaixo: 
{\displaystyle {\ce {Palmitoil-CoA +7CoA-SH + 7NAD+ + 7FAD -> 8Acetil-CoA + 7NADH + 7H+ + 7FADH2}}}

## Biossíntese de esfingolipídeos
Palmitoil-CoA é também o substrato inicial, juntamente com a serina, para a biossíntese de esfingolipídeos. Palmitoil-CoA e serina participam de uma reação de condensação catalisada por serine C-palmitoiltransferase (SPT), na qual 3-cetoesfinganina é formada. Essas reações ocorrem no citosol.

## Imagens adicionais

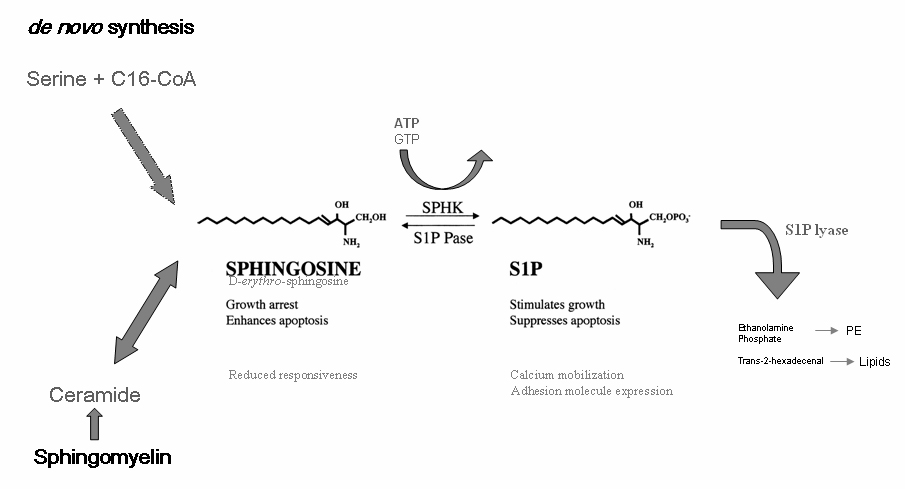
Síntese
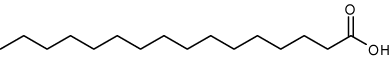
Ácido palmítico
Coenzima A